# Кононенко Микола Федорович
Кононе́нко Мико́ла Фе́дорович (нар. 25 жовтня 1911, Костянтинівка, Росія — пом. 15 листопада 1967, Київ, СРСР) — радянський футболіст, що виступав на позиції нападника у складі сталінського «Стахановця», київського «Динамо» та низці інших клубів. Майстер спорту СРСР (1940).

## Життєпис
Микола Кононенко народився у Костянтинівці, де й почав робити перші кроки у великий футболу. З 1927 року виступав за клубну команду металургійного заводу імені Фрунзе. У 1936 році виходив на поле у складі дніпропетровської «Сталі», однак незабаром опинився у сталінській команді «Вугільники», за яку провів 1 поєдинок та повернувся до рідної Костянтинівки, аби допомогти команді «Завод імені Фрунзе». Саме тут він закінчив чемпіонат 1936 року та провів увесь наступний сезон.
З 1938 по 1941 рік Кононенко виступав у складі сталінського «Стахановця», був капітаном команди. У 1940 році йому було присвоєне почесне звання «Майстер спорту СРСР». Кононенко вважався найкращим центральним нападником «Стахановця» довоєнного періоду, володів чудовою технікою та потужним ударом з обох ніг. Найбільш потужно проводив відповідальні матчі, нерідко був автором вирішальних м'ячів.
Не дивлячись на часткову втрату зору на одному оці, після війни був зарахований до складу київського «Динамо». Провів у складі киян всього 6 поєдинків. Наприкінці 40-х років XX сторіччя тренував клубну команду київського «Локомотива».